# Symblepharis reinwardtii
Symblepharis reinwardtii är en bladmossart som beskrevs av Mitten 1888. Symblepharis reinwardtii ingår i släktet Symblepharis och familjen Dicranaceae. Inga underarter finns listade i Catalogue of Life.